# Vacanze in Val Trebbia
Pour plus de détails, voir Fiche technique et Distribution.
Vacanze in Val Trebbia est un film italien réalisé par Marco Bellocchio, sorti en 1980.

## Synopsis
Accompagné de son épouse, l’actrice Gisella Burinato, et de son fils Pier Giorgio alors âgé de 6 ans, Marco Bellocchio passe quelques jours de vacances dans la maison de son enfance, à Bobbio en Émilie-Romagne.
Les jours s’écoulent, entre dîners avec les vieux amis, bains dans la rivière Trebbia, jeux d’enfants, dans une mise en scène mêlant documentaire et fiction. Plusieurs scènes oniriques puisées dans les souvenirs de Bellocchio le conduisent à se confronter à sa jeunesse et à son passé.
Lors d’une scène clé, Marco se dispute avec Gisella qui ne supporte pas cet endroit reculé où il n’y a rien à faire. Pour contenir la colère de son épouse, il évoque une possible vente de la maison mais le temps n’est manifestement pas venu de rompre avec son passé…

## Fiche technique
- Titre français : Vacanze in Val Trebbia
- Réalisation : Marco Bellocchio
- Scénario : Marco Bellocchio
- Pays d'origine : Italie
- Format : Couleurs - 35 mm - Mono
- Genre : drame
- Durée : 50 minutes
- Date de sortie : 1980

## Distribution
- Pier Giorgio Bellocchio : le fils
- Gisella Burinato (it) : la femme
- Marco Bellocchio : le mari
- Gianni Schicchi : un ami
- Beppe Ciavatta : un ami

## Musique
La bande-son est composée par Nicola Piovani.